# Michael Kiske
Michael Kiske, echte naam Michaël Kiske, (Hamburg, Duitsland, 24 januari 1968) is een zanger die vooral bekend is geworden door zijn werk bij de powermetalband Helloween van 1987 tot 1993.

## Loopbaan
Voordat Kiske bij Helloween kwam, had hij een demo opgenomen met het eveneens Duitse Ill Prophecy. Kiske werd door Helloween aangenomen als vervanger van Kai Hansen, die de combinatie van zang en gitaar te zwaar vond.
Op 16 augustus 1996, drie jaar na zijn afscheid bij Helloween, bracht Kiske een soloalbum uit, Instant Clarity. Hierop waren gastbijdragen te horen van de gitaristen Kai Hansen (ook ex-Helloween) en Adrian Smith (van Iron Maiden). Zijn volgende album verscheen in 1999 in Korea en Japan en in 2001 in Europa. Hoewel de zanger beide albums schaart onder de categorie pop, herbergen ze eigenlijk een variëteit aan stijlen.
In 2003 vormde Kiske de band Supared. Hiermee richtte Kiske zich vooral op de rockmuziek.
In 2005 maakte Kiske deel uit van het Place Vendome project op het Italiaanse label Frontiers Records. Deze gelegenheidsband wordt wel vergeleken met bands als Foreigner en Journey. In 2006 bracht hij weer een soloalbum uit, Kiske. Op dit album zijn de hardrock- en metalinvloeden nog verder verdwenen.
Begin 2010 begon Kiske samen met Amanda Somerville aan de opnames voor een duet-album. Dit verscheen in het najaar van 2010 onder de naam Kiske/Somerville. In 2015 verscheen het tweede album van dit gelegenheidsduo; City of Heroes.
Sinds 1995 is Kiske een veelgevraagde zanger voor gastoptredens bij diverse bands en projecten, vooral bij Avantasia. In 2008 kwam er van Kiske een akoestisch album uit met oudere nummers, van voornamelijk Helloween en ook andere nummers.
In 2009 richtte Kiske met enkele leden van het project Place Vendome, Unisonic op. In 2012 kwam het gelijknamige debuutalbum van Unisonic uit, waar zowel de eerste zanger van Helloween (Kai Hansen) als de tweede zanger van Helloween (Kiske zelf, van 1987-1993) op te horen zijn. Kiske is de leadzanger, Hansen, die in 2011 bij de band kwam, zingt live soms een nummer ter afwisseling.
Met Pumpkins United, een single uit 2017, bracht Helloween samen met Michael Kiske en Kai Hansen een single uit en gingen ze van eind 2017 tot in september 2018 gezamenlijk op tournee. Het was voor Kiske en Hansen minstens twee decennia terug dat ze samen met (of bij) Helloween speelden en zongen. Wacken Open Air werd ook aangedaan in 2018, waar Kiske en Hansen ook bij Avantasia present waren. De meeste liveopnames voor de dvd Pumpkins United werden daar gedaan.
De samenwerking beviel goed waarna in 2018 en begin 2019 nog enkele concerten volgden en ook een nieuwe toer, de United alive World tour part II die begin maart 2020 alweer gestopt moest worden vanwege het coronavirus. De toer wordt weer voortgezet in 2021.

## Discografie

### Helloween
- Keeper of the Seven Keys Part 1 (1987)
- Keeper of the Seven Keys Part 2 (1988)
- Live in the UK (1989)
- Pink Bubbles Go Ape (1991)
- Chameleon (1993)
- Pumpkins United (2017) Single, live-dvd en download

### Michael Kiske
- Instant Clarity (1996)
  - Always (EP) (1996)
  - The Calling (EP) (1996)
- Readiness To Sacrifice (1999)
- Kiske (2006)
- Past In Different Ways (akoestisch) (2008)

### Kiske/Somerville
- Kiske/Somerville (2010)
- City of heroes (2015)

### SupaRed
- SupaRed (2003)

### Place Vendome
- Place Vendome (2005)

### Unisonic
- Unisonic (2012)
- For the Kingdom (ep, deels live) (mei 2014)
- Light of Dawn (augustus 2014)

### Gastoptredens
- Land of the Free (1995) van Gamma Ray
- Avantasia: The Metal Opera (2001)
- Avantasia: The Metal Opera pt. II (2002)
- Hymn To Life (2002) van Timo Tolkki
- Masterplan (2003) van Masterplan
- Days of Rising Doom (2004) van Aina
- Another Sun (2004) van Thalion
- Execution (2005) van Tribuzy
- Superheroes (EP) (2005) van Edguy
- Avantasia: The Scarecrow (2008)
- Avantasia: The Wicked Sympony (2010)
- Avantasia: Angel of Babylon (2010)
- Avantasia: The Mystery Of Time (2013)
- Timo Tolkki's Avalon: The Land Of New Hope (2013)